# Граф Дайсарт
Граф Дайсарт (англ. Earl of Dysart) — наследственный титул в системе Пэрства Шотландии, созданный в 1643 году для Уильяма Мюррея (ок. 1600—1655).

## История
Титул графа Дайсарта был создан 3 августа 1643 года для Уильяма Мюррея, который ранее представлял Фауи и Ист-Лоо в Палате общин Англии. Вместе с графским титулом он получил титул лорда Хантингтауэра (Пэрство Шотландии). Уильям Мюррей был другом принца Уэльского и будущего английского короля Карла I Стюарта.
В 1655 году ему наследовала его дочь, Элизабет Мюррей, 2-я графиня Дайсарт (1626—1698). Её первым мужем с 1648 года был Лайонел Толлмаш, 3-й баронет (1624—1669), от брака с которым у неё было одиннадцать детей, пять из которых дожили до зрелого возраста. В 1672 году вторично вышла замуж за своего любовника Джона Мейтленда, 1-го герцога Лодердейла (1616—1682). Её преемником стал старший сын от первого брака, Лайонел Толлмаш, 3-й граф Дайсарт (1649—1727), который в 1669 году после смерти своего отца стал 4-м баронетом. Лорд Дайсарт представлял в Палате общин Орфорд (1679, 1685—1689) и Саффолк (1698—1707), а также служил лордом-лейтенантом графства Саффолк (1703—1705). Его сын, Лайонел Толлмаш, лорд Хантингтауэр (1682—1712), скончался при жизни отца. Его преемником в 1727 году стал его внук, Лайонел Толлмаш, 4-й граф Дайсарт (1708—1770), сын лорда Хантингтауэра. Он был избран высшим стюардом из Ипсуича и кавалером Ордена Чертополоха. Ему наследовал его третий сын, Лайонел Толлмаш, 5-й граф Дайсарт (1734—1799). Он скончался бездетным в 1799 году, а графский титул унаследовал его брат, Уилбрахам Толлмаш, 6-й граф Дайсарт (1739—1821), бывший депутатом Палаты общин от Нортгемптона (1771—1780) и Лискерда (1780—1784).
В 1821 году после смерти бездетного 6-го графа Дайсарта титул баронета Толлмаш прервался. Графский титул унаследовала 75-летняя Луиза Толлмаш, 7-я графиня Дайсарт (1745—1840), дочь Лайонела Толлмаша, 4-го графа Дайсарта. Она была женой политика Джона Маннерса (1730—1792), сына лорда Уильяма Маннерса и внука Джона Маннерса, 2-го герцога Ратленда. Леди Дайсарт получила королевское разрешение на фамилию и герб Толлмаш.
Её старший сын и наследник, Уильям Толлмаш, лорд Хантингтауэр (1766—1833), получил титул баронета их Хэнби-холла в графстве Линкольн в 1793 году (Баронетство Великобритании). В 1840 году после смерти Элизабет Толлмаш графский титул унаследовал её внук, Лайонел Толлмаш, 8-й граф Дайсарт (1794—1878), старший сын покойного лорда Хантингтауэра. После смерти своего отца в 1833 году он стал 2-м баронетом из Хэнби-холла. Лорд Лайонелл Толлмаш представлял Илчестер в Палате общин Великобритании с 1827 по 1830 год. Его единственный сын Лайонел Толлмаш, лорд Хантингтауэр (1820—1872), скончался при жизни отца, 8-го графа Дайсарта. В 1878 году графский титул унаследовал его внук, Уильям Толлмаш, 9-й граф Дайсарт (1859—1935), лорд-лейтенант Ратленда в 1881—1906 годах.
После смерти 9-го графа Дайсарта титулы графа и баронета разделились. Титул баронета унаследовал сэр Лайонел Толлмаш (1854—1952), старший сын преподобного Ральфа Толлмаша (1826—1895), ставший 4-м баронетом из Хэнби-холла. Графский титул перешел к Винефриде Агате Скотт, 10-й графине Дайсарт (1889—1975). Она была дочерью Агнесс Мэри Маннерс Таллмаш (1855—1912), сестры 9-го графа Дайсарта, и Чарльза Нормана Линдсея Толлмаша Скотта (1853—1938).
Леди Дирсайт в 1913 году вышла замуж за майора Оуэна Эдварда Уайтхеда Гривза, от брака с которым у неё было три дочери: Розамунда (1914—2003), Кэтрин (1918—2011) и Мэри (1921—1955).
В 1975 году после смерти Винефриде Скотт графский титул унаследовала её старшая дочь Розамунда Агнесса Гривз, 11-й графиня Дарсайт (1914—2003). Её сменила в 2003 году младшая сестра, Кэтрин Грант (1918—2011), вдова генерал-полковника Джона Питера Гранта из Ротимурчуса (1915—1987), которая стала 12-й графиней Дайсарт. 8 ноября 2011 года после её смерти графский титул перешел к её единственному сыну, Джону Питеру Гранту из Ротимурчуса (род. 1946), который стал 13-й графом Дайсартом.
Родовое гнездо — Даун в Ротимурчусе, возле Авимора в Инвернессшире (Шотландия).

## Графы Дайсарт (1643/1670)
- 1643—1650: Уильям Мюррей, 1-й граф Дайсарт (ок. 1600 — декабрь 1655), сын Уильяма Мюррея (ок. 1561—1616)
- 1650—1698: Элизабет Толлмаш, 2-я графиня Дайсарт (28 сентября 1626 — 4 июня 1698), старшая дочь предыдущего
- 1698—1727: Лайонел Толлмаш, 3-й граф Дайсарт (30 января 1649 — 23 февраля 1727), старший сын предыдущей
- 1727—1770: Лайонел Толлмаш, 4-й граф Дайсарт (1 мая 1708 — 10 марта 1770), единственный сын Лайонела Толлмаша, лорда Хантингтауэра (1682—1712) и внук предыдущего
- 1770—1799: Лайонел Толлмаш, 5-й граф Дайсарт (6 августа 1734 — 22 февраля 1799), старший сын предыдущего
- 1799—1821: Уилбрахам Толлмаш, 6-й граф Дайсарт (23 октября 1739 — 9 марта 1821), младший брат предыдущего
- 1821—1840: Луиза Толлмаш, 7-я графиня Дайсарт (2 июля 1745 — 22 сентября 1840), вторая дочь 4-го графа Дайсарта
- 1840—1878: Лайонел Уильям Джон Толлмаш, 8-й граф Дайсарт (18 ноября 1794 — 23 сентября 1878), старший сын сэра Уильяма Таллмаша, лорда Хантингтауэра (1766—1833), внук Джона Маннерса и Луизы Таллмаш, 7-й графини Дайсарт
- 1878—1935: Уильям Джон Маннерс Толлмаш, 9-й граф Дайсарт (3 марта 1859 — 22 ноября 1935), единственный сын Уильяма Лайонела Феликса Толлмаша, лорда Хантингтауэра (1820—1872), и внук 8-го графа Дайсарта
- 1935—1975: Венефриде Агата Скотт, 10-я графиня Дайсарт (13 ноября 1889 — 2 июня 1975), дочь Чарльза Нормана Линдсея Толлмаша Скотта (ум. 1938) и леди Агнес Мэри Маннерс Толлмаш (1855—1912), внук Уильяма Лайонела Феликса Толлмаша, лорда Хантингтауэра, и правнук 8-го графа Дайсарта
- 1975—2003: Розамунд Агнес Гривз, 11-я графиня Дайсарт (15 февраля 1914 — 17 декабря 2003), старшая дочь предыдущей
- 2003—2011: Кэтрин Грант из Ротимурчуса, 12-я графиня Дайсарт (1 июня 1918 — 8 ноября 2011), младшая сестра предыдущей
- 2011 — настоящее время: Джон Питер Грант из Ротимурчуса, 13-й граф Дайсарт (род. 22 октября 1946), единственный сын предыдущей
  - Наследник: Джеймс Патрик Грант из Ротимурчуса, лорд Хантингтауэр (род. 14 сентября 1977), единственный сын предыдущего.
    - Второй наследник: Джон Питер Грант из Ротимурчуса, мастер Хантингтауэр (род. 15 июля 2011), единственный сын предыдущего.